# Koda (Tetín)
Koda je vesnice, část obce Tetín v okrese Beroun ve Středočeském kraji na pravém břehu Berounky. Nachází se v údolí Kodského potoka, které ústí v Srbsku z pravé (západní) strany do údolí Berounky. Vesnice Tetín, k níž je Koda připojena do obce, leží asi 2 kilometry severozápadně.
V Kodě je evidováno 71 adres, z toho 7 čísel popisných (v souvislé řadě 1–7), ostatní evidenční (v rozsahu 1–75). Vlastní osada je tvořena seskupením několika usedlostí (komplex mlýna čp. 2, 4, a 3 pod pramenem Kodského potoka kolem dvou rybníčků, hájovna čp. 1 a stavení čp. 6 nad pramenem), čp. 5 a 7 při potoku asi 200 metrů níže pod rybníčky). Náves je tvořena rozcestím u výpusti rybníčku, vydatný pramen Kodského potoka v těsné blízkosti rybníčku je kryt malou kapličkou. Chatová zástavba, pocházející z trampských osad, je rozptýlena v údolí Kodského potoka pod Kodou a ve druhém údolíčku (Údolí děsu) připojujícím se zprava, část údolí pod jejich souběhem již přísluší k Srbsku. Několik chatek je i jižně od Kody.

## Název
Název je nejasného původu, může pocházet z někdejšího příjmení, jehož původ rovněž není jasný. Vyloučen není ani keltský původ.

## Historie
První písemná zmínka o vesnici pochází z roku 1429.

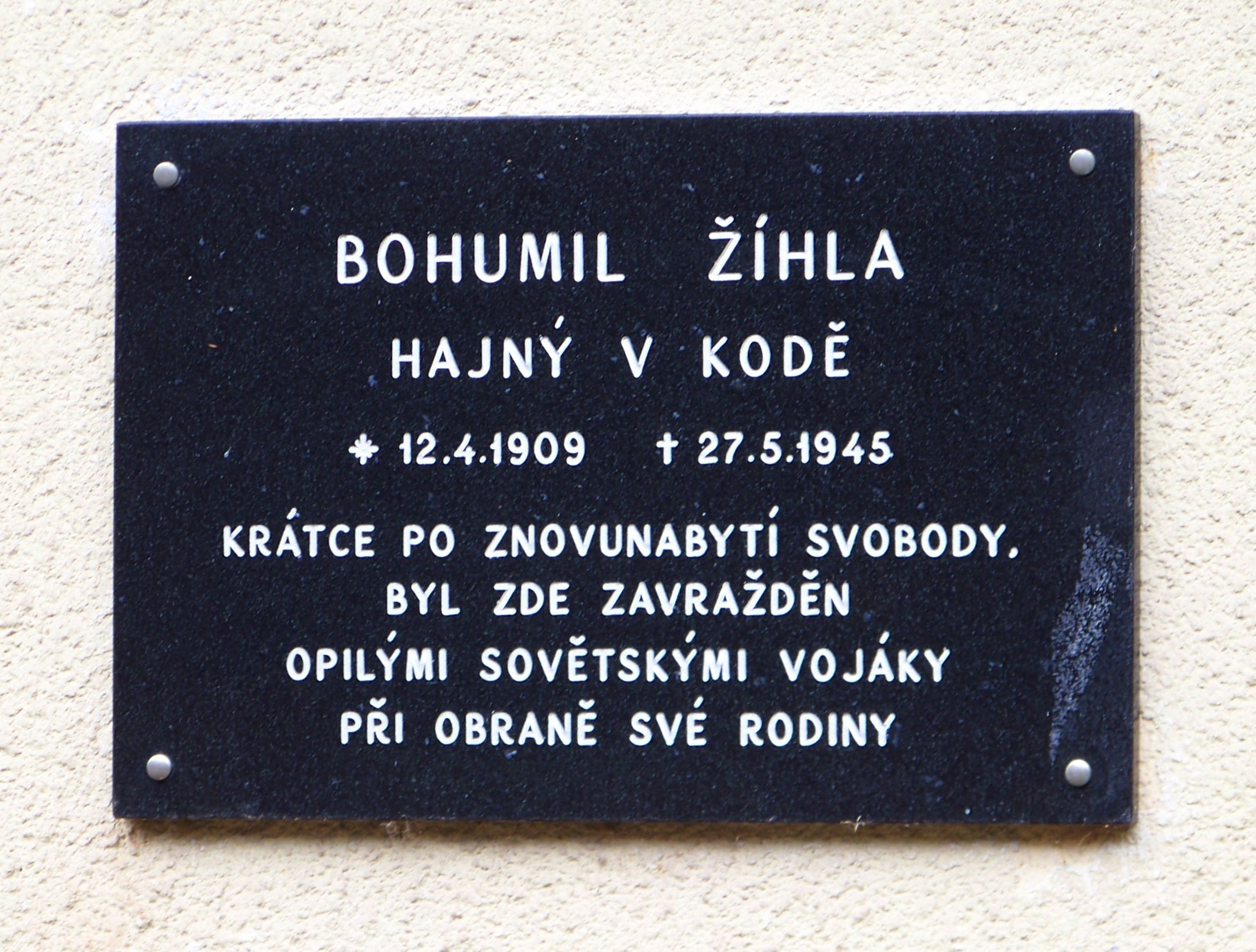
Pamětní deska na domě č.p. 1

Koncem května 1945 byl ve svém domě zavražděn vojáky Rudé armády hajný Bohumil Žíhla. Tragickou událost připomíná pamětní deska.
Koda je významným místem z hlediska historie trampingu. Trampská osada Údolí děsu zde vznikla v roce 1920, což z ní činí nejstarší trampskou osadu v České republice.

## Přírodní poměry
Osada Koda leží v jádru národní přírodní rezervace Koda, součásti CHKO Český kras. Ke Kodě přísluší též několik známých jeskyní, například Kodská jeskyně při modře značené turistické trase asi 0,5 kilometru jihovýchodně od Kody či další jeskyně ležící na levé straně údolí asi 0,6 kilometru pod návsí, tedy východoseverovýchodním směrem.

## Obyvatelstvo
| Rok            | 1869 | 1880 | 1890 | 1900 | 1910 | 1921 | 1930 | 1950 | 1961 | 1970 | 1980 | 1991 | 2001 | 2011 | 2021 |
| -------------- | ---- | ---- | ---- | ---- | ---- | ---- | ---- | ---- | ---- | ---- | ---- | ---- | ---- | ---- | ---- |
| Počet obyvatel | 28   | 34   | 36   | 35   | 33   | 36   | 26   | 15   | 25   | 12   | 5    | 3    | 2    | 4    | 3    |
| Počet domů     | 6    | 6    | 6    | 6    | 6    | 6    | 22   | 57   | 57   | 3    | 1    | 7    | 7    | 7    | 7    |

## Doprava
V Kodě se kříží žlutě značená trasa vedoucí ze Srbska (z údolí Berounky) přes Tobolku a kolem Koněpruských jeskyní do Popovic v údolí Litavky a modře značená trasa přicházející od Berouna přes Tetín a pokračující přes Korno a Liteň směrem na Hřebeny.
Do Kody nevede žádná silnice, jen nezpevněné lesní cesty.